# Castelul Edinburgh

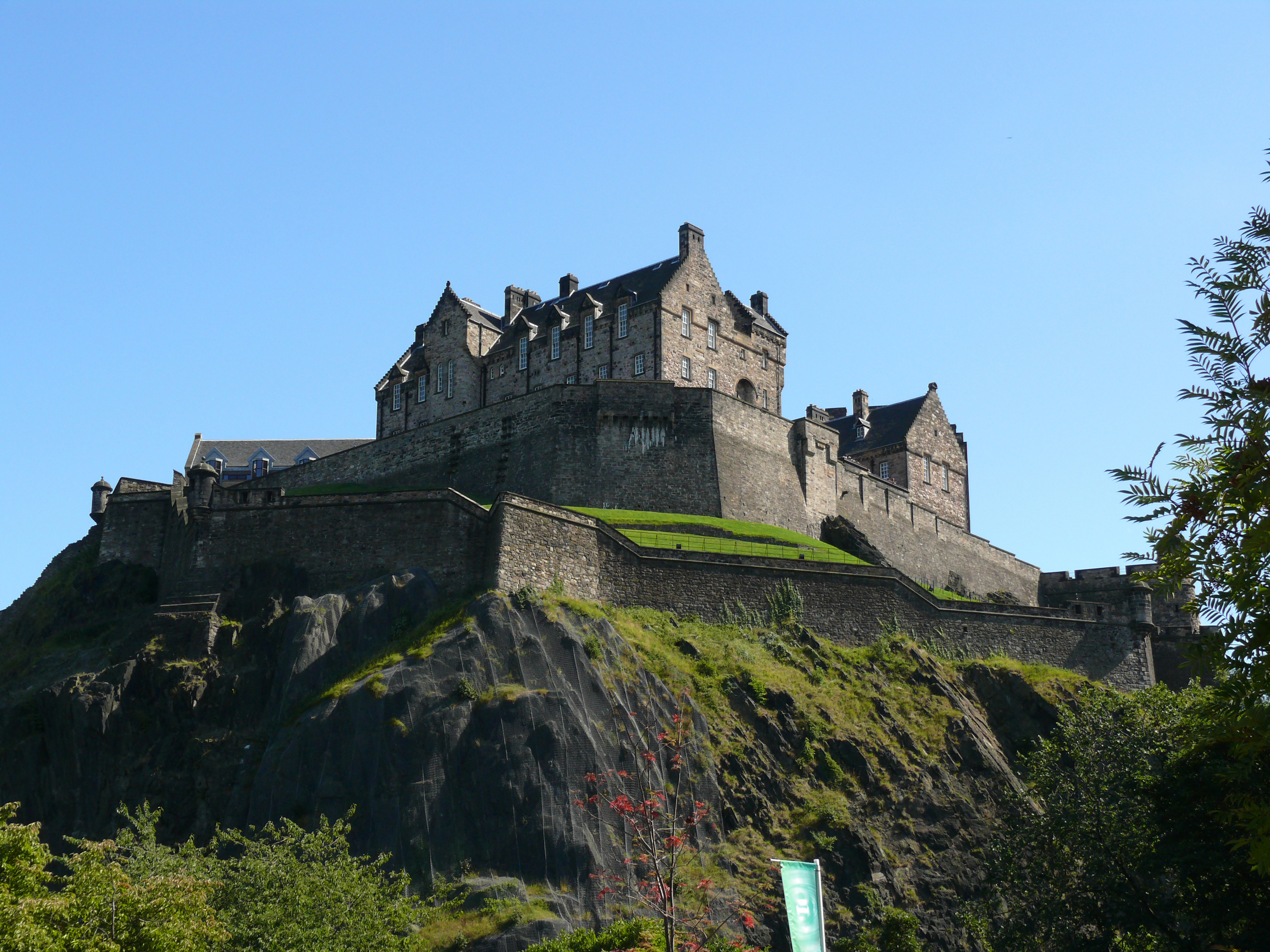
Castelul Edinburgh

Castelul Edinburgh din Scoția este o veche fortăreață ridicată pe rocă vulcanică care a servit drept baza militară în războiul contra Angliei. Printre atracțiile sale se numără Piatra Destinului, deasupra căreia monarhii scoțieni au fost încoronați timp de secole. În secolul al XIII-lea, Piatra a fost capturată de un rege englez invadator și mulți monarhi scoțieni au luptat pentru a o recâștiga.